# カミング・トゥゲザー
『カミング・トゥゲザー(Coming Together)』は、
フレデリック・ジェフスキー作曲の
ナレーターと伴奏楽器のための音楽作品。
1972年作曲。
サミュエル・ジョゼフ・メルヴィル(Samuel Joseph Melville)の手紙の一節(8つの文章からなる)に音楽をつけた作品である。アッティカ刑務所の別の収容者の言葉に曲をつけた《アッティカ(Attica)》を続けて演奏することもある。アッティカ刑務所で発生した暴動は、当時の社会状況とあいまって社会に大きな影響を与え、映画や音楽などでこの事件についてとりあげた作品がいくつか作られた。《カミング・トゥゲザー》《アッティカ》もその1つである。楽譜にはナレーターを伴奏する楽器は指定されておらず、ナレーションとベース・ラインが書かれているだけである。ベース以外の楽器の演奏に関しては、ベース・ラインをもとに作曲家による一般的指針に基づいて演奏する。どのような楽器を使用するか等の実際の実現方法に関しては演奏者の自由にまかされている。曲は8つのセクションからなり、テンポは四分音符=80-84の指定がある。全392小節からなる。伴奏楽器の繰り返す短いモティーフの上に、ナレーターがメルヴィルの手紙の一節からとられた文章を何度も繰り返す音楽でミニマリズムの系列の作品に属する。強い集中力を持つ音楽で、当時のミニマリズム系の作品と比較すると表現力の強さは明白である。

メルヴィルを政治犯として紹介する文章もある
が、実際は反ベトナム戦争・反帝国主義を
唱え爆弾闘争を続けた極左テロリストである。爆弾テロの手法は典型的で、死傷者を出さないために事前に電話予告し、爆弾テロの後で
マスコミに犯行声明を出すというものだった。被害者を出さないように爆破は夜中に行われることが多かったが、実際には死傷者が出ている。メルヴィルは、1971年9月13日、アッティカ刑務所で発生した暴動が武力制圧された際に死亡した。死の状況については不明な点が多い。武力制圧されたときに射殺されたと言われているが、たんに負傷しただけで、その後、何らかの方法で殺害されたという主張もある。

## 演奏時間
約18分

## 歌詞
歌詞は、メルヴィルの死後出版された「アッティカからの手紙(Letters from Attica)」
の中の一文が用いられている。この手紙は暴動の起こる約半年前、1971年の春に書かれた。
(歌詞の翻訳は未完成です。)
I think the combination of age and the greater coming together is responsible for the speed of the passing time.
私は思うのだが、年齢と　来るべき　　　が合わさると時間が速くすぎていくようだ。
It's six months now and I can tell you truthfully few periods in my life have passed so quickly.
もう6ヶ月になるけれども、正直に言って、こんなに速く時間が過ぎた時期は私の人生の中にはなかった。
I am in excellent physical and emotional health.
私は体も心もすこぶる調子がいいよ。
There are doubtless subtle surprises ahead but I feel secure and ready.
確かに、目の前では微妙に驚くようなこともおこっているけれど、身辺は安全だし、万が一の場合にも備えは万端だ。
As lovers will contrast their emotions in times of crisis, so am I dealing with my environment.
恋人同士が危機的な時にあるとお互いの感情の差が目立ってくるだろうけれど、それと同じように私も今の環境とつきあっているよ。
In the indifferent brutality, incessant noise, the experimental chemistry of food,
非情な残酷さ、絶え間ない騒音、化学物質まみれの食事、
the ravings of lost hysterical men, I can act with clarity and meaning.
気がふれたようにヒステリックな男たちの叫び声にまみれているけれども、自分を失わずに行動できている。
I am deliberate--sometimes even calculating--seldom employing histrionics
私は慎重にふるまっている、時には計算して行動さえするし、めったに芝居がかったことはやらない。
except as a test of the reactions of others.
他人の反応を見るためにはやるけれど。
I read much, exercise, talk to guards and inmates,
たくさん本を読んで、運動もしているし、看守や囚人たちとも話をしている。
feeling for the inevitable direction of my life.
自分の人生は避けられない方向に向かっていることを感じながらね。

## 作曲者自身による演奏の指示
- 声 テキストの最初の言葉(I think)は、アウフタクトで始める。その後は、テキストは各小節の始めの部分で朗読される。ナレーターは、テキストの文章を繰り返す際に毎回異なった声の調子になるよう努めるべきである。
- 楽器 たいていの場合8から10人で演奏されるが、任意の楽器で演奏可能である。少なくとも1人は楽譜に書かれたベースライン(普通は、エレクトリック・ベースかベース・ギターで演奏する)を演奏すること。ベース・ラインは、ピアノやシンセサイザーを使って強化してもよい。それ以外の楽器に関しては、8つのセクション(AからHまで)それぞれで幾分異なるように演奏する。楽譜に書かれたベース・ラインに沿って演奏するが、すべての音を演奏してはならない。それらの音のいくつかを、時にはランダムに、時には与えられた指示にならい、時には音を演奏し続け、時には省略する。音が長いか短いかにかかわらず、ベース・ラインと一緒に演奏しなければならない。ユニゾンにするか、それともオクターブで重ねるかは楽器しだいである。
  - セクションA 全楽器、フォルティッシモの低いG音で始め、2,3小節は維持すること(次第にピアニッシモへ小さくする)。最後にはベース・ラインだけが残る。数小節休止した後、非常にやわらかく、ピアニッシモで長く保持した音で互い違いに演奏を繰り返しながら、次第に楽器が増えていく。各音は少なくとも1小節は続き、その後は数小節は休んだほうがよい。音をどのくらい伸ばして演奏するかは、演奏する楽器の数によって異なる。しかし、一般的な効果として、異なった楽器がお互いにフェードイン、フェードアウトしつつ、個々に孤立した音になるようにすべきである。
  - セクションB 楽器を高音と低音の2グループにわける。高音のグループはアクセントのついている音のみを演奏し、低音のグループは低いG音のみを、いくらか伸ばして演奏する。
  - セクションC セクションAといくらか似た特徴を持つが、より活発である。1から2小節の間1つの音を保持する代わりに、セクションAと同様に、各演奏者は2,3音からなる短いフレーズを演奏する。レガートで演奏し、各音は2から4拍の長さである。各フレーズは、数小節の休止をはさむこと。セクションAと同様に、1度に1つか2つの楽器だけが演奏する。
  - セクションD セクションBと似ているが、役割が入れ替わる。高音楽器は高いB flat音のみを演奏し、低音楽器はアクセントのついている音だけを演奏する。
  - セクションE 各演奏者は、任意に音を選んで、約3,4小節の短い旋律を演奏する。ただし、16分音符を連続して2つ演奏することはしないように。演奏はレガート、ピアニッシモで行う。1つのメロディーは、5つから10個くらいの音からなるだろう。各演奏者は、1つのメロディーを終えたら、1から2小節休止する。それから、また別のメロディーを演奏する。このやり方を覚えるのは少し難しいかもしれない。重要なことは、すべての楽器が周期的な間隔で演奏をしない(たとえば、ビートにのせて)ということである。演奏者は前もって、どの音を演奏し、どこを休止し、つぎにどこから始めるかを決めておいたほうがよい。セクションEの終わりですべての楽器は次第に演奏をやめ、最後にベースのみが残る。
  - セクションF このセクションはセクションEと似ているが、ヴィルトゥオーゾ的要素を持つ。各演奏者は任意に音を選択し、スタッカート・スフォルツァートで演奏する。続けて2つの16分音符を演奏しないようにして、できるだけ速く演奏すること。ベース・ラインとともに正確に演奏するよう気をつける。同時に1つのピッチだけ演奏されることで、楽器の音色が連続的、かつ急速に変化していくような効果をあげるようにするのがよい。
  - セクションG 今度は、個々の音をではなく、16分音符のグループを各演奏者が演奏することを除いて、セクションFと同じホケトゥス的効果を続ける。グループは演奏者が任意に選ぶ。最初は短く(3から4音)始め、長めの休止(数拍)をとり、セクションHが近づくにつれて、次第に演奏する部分を長く、休止部分を短くしていく。
  - セクションH 全員が全ての音を演奏する。もしくは、息が続く限り等の条件のもと、できるだけ多くの音を演奏する。音の大きさはできるだけ大きく、すべての音は終わりまで正確に演奏されること。テンポは厳密に一定を保ち、曲の終わりは鋭く断ち切るのがよい。

## 楽譜
出版はされていないが、作曲者が公開している。誰でも自由にwebから合法的に無料で入手できる。

## 録音
- Hungarothon Group180 HCD12545 この録音では、《カミング・トゥゲザー》と《アッティカ》をこの順序で続けて演奏しているが、これは作曲家本人の提案によるものである。なお、このCDに載せられている《カミング・トゥゲザー》の歌詞で最後のlifeがliveになっているというミスプリントがある。《アッティカ》の演奏前には、楽譜には指示されていないセリフを朗読しているが、これもおそらくは作曲者自身の示唆によるものである。
- Opus One